# Tomáš Fabián
Tomáš Fabián (ur. 10 września 1989 w Mladej Boleslavi) – czeski piłkarz występujący na pozycji pomocnika w FK Mladá Boleslav. Ma za sobą występy w reprezentacji Czech do lat 21.

## Statystyki kariery
(aktualne na dzień 26 marca 2014)
| Sezon   | Klub              | Kraj   | Rozgrywki      | Mecze | Bramki |
| ------- | ----------------- | ------ | -------------- | ----- | ------ |
| 2008/09 | FK Mladá Boleslav | Czechy | Gambrinus Liga | 1     | 0      |
| 2009/10 | FK Mladá Boleslav | Czechy | Gambrinus Liga | 10    | 1      |
| 2010/11 | FK Mladá Boleslav | Czechy | Gambrinus Liga | 20    | 2      |
| 2012/13 | FK Varnsdorf      | Czechy | Druha Liga     | 8     | 1      |
| 2013/14 | FK Mladá Boleslav | Czechy | Gambrinus Liga | 9     | 2      |